# Kecamatan Napabalano
Kecamatan Napabalano är ett distrikt i Indonesien.   Det ligger i provinsen Sulawesi Tenggara, i den centrala delen av landet, 1 800 km öster om huvudstaden Jakarta. Kecamatan Napabalano ligger på ön Pulau Muna.